# EULEX Kosowo

Baretka medalu
za EULEX Kosovo.

EULEX Kosowo, ang. European Union Rule of Law Mission in Kosovo, EULEX Kosovo – policyjna misja Unii Europejskiej na terenie Kosowa. W misji uczestniczą przedstawiciele państw członkowskich Unii Europejskiej oraz państw trzecich (m.in. USA, Rosja, Kanada, Turcja). Celem europejskich służb policyjnych i ekspertów prawnych jest wspieranie i umacnianie władz i administracji Kosowa, rozwój niezależnego i wieloetnicznego systemu sądowniczego, policji i służb celnych, wolnych od nacisków politycznych i działających zgodnie z międzynarodowymi standardami.

## Status prawny
Podstawę prawną stanowi Wspólne Działanie Rady 2008/124/WPZiB z dnia 4 lutego 2008 r. w sprawie misji Unii Europejskiej w zakresie praworządności w Kosowie, EULEX KOSOWO. Mandat przewidziany został na 28 miesięcy od dnia przyjęcia Planu Operacyjnego (OPLAN), tj. od 16 lutego 2008 r. Misja UE EULEX Kosowo przejęła odpowiedzialność za sporny region od Tymczasowej Misji Administracyjnej Organizacji Narodów Zjednoczonych UNMIK Kosowo po osiągnięciu gotowości operacyjnej w dniu 9 grudnia 2008 r.

## Polski wkład
Rada Ministrów Rzeczypospolitej Polskiej, mając na uwadze wspieranie przedmiotowej misji, Uchwałą nr 255/2008r z dnia 2 grudnia 2008 r. utworzyła i skierowała do służby na terenie Kosowa – Polski Kontyngent Policyjny Misji Unii Europejskiej EULEX Kosowo.
Polski Kontyngent Policyjny Misji Unii Europejskiej EULEX Kosowo stanowi Jednostka Specjalna Polskiej Policji (JSPP), eksperci policyjni i eksperci ministerstwa finansów.
JSPP jest zakwaterowana w Mitrowicy.